# Oxyphyllomyia alticola
Oxyphyllomyia alticola là một loài ruồi trong họ Tachinidae.